# Libera Corona
Libera Corona est une corona, formation géologique en forme de couronne, située sur la planète Vénus par 12,5° N et 24° E. Elle est localisée dans le quadrangle de Sappho Patera. Elle a été nommée en référence à Libera, déesse romaine de la fertilité. 

## Géographie et géologie
Libera Corona couvre une surface circulaire d'environ 350 km de diamètre. 